# Purpuricenus paraxillaris
Purpuricenus paraxillaris är en skalbaggsart som beskrevs av Macrae 2000. Purpuricenus paraxillaris ingår i släktet Purpuricenus och familjen långhorningar. Inga underarter finns listade i Catalogue of Life.